# Entente Sportive Viry-Châtillon
L'Entente Sportive Viry-Châtillon è una società calcistica francese della città di Viry-Châtillon. Gioca attualmente nel gruppo B dello Championnat de France amateur, il campionato francese di quarto livello.

## Storia
Venne fondata nel 1958 dalla fusione di due squadre locali:  L'Union Sportive de Viry, che era nata nel 1932, ed il FC Viry, che aveva visto la luce nel 1952.
Nel luglio 2008 il club fu protagonista di un'ulteriore fusione con un'altra società, l'AS Evry, assumendo l'attuale denominazione.

## Palmarès

### Competizioni regionali
- Ligue de Paris Île-de-France de football: 1

1975-1976

### Altri piazzamenti
- Coppa Gambardella:

Finalista: 1969, 1976

## Giocatori famosi
- Thierry Henry
- Jonathan Zebina
- Grégory Sertic